# Messatoporus jocosus
Messatoporus jocosus là một loài tò vò trong họ Ichneumonidae.